# Hohe Schlüsselblume
Die Hohe Schlüsselblume (Primula elatior) ist eine Pflanzenart aus der Gattung der Primeln (Primula) innerhalb der Familie der Primelgewächse (Primulaceae). Weitere Trivialnamen sind Wald-Schlüsselblume (Schweiz), Hohe Primel. Ihre Blütenstände erscheinen bereits im März als einer der ersten Frühlingsboten auf feuchten Wiesen, am Bachrand und im Auwald.

## Beschreibung

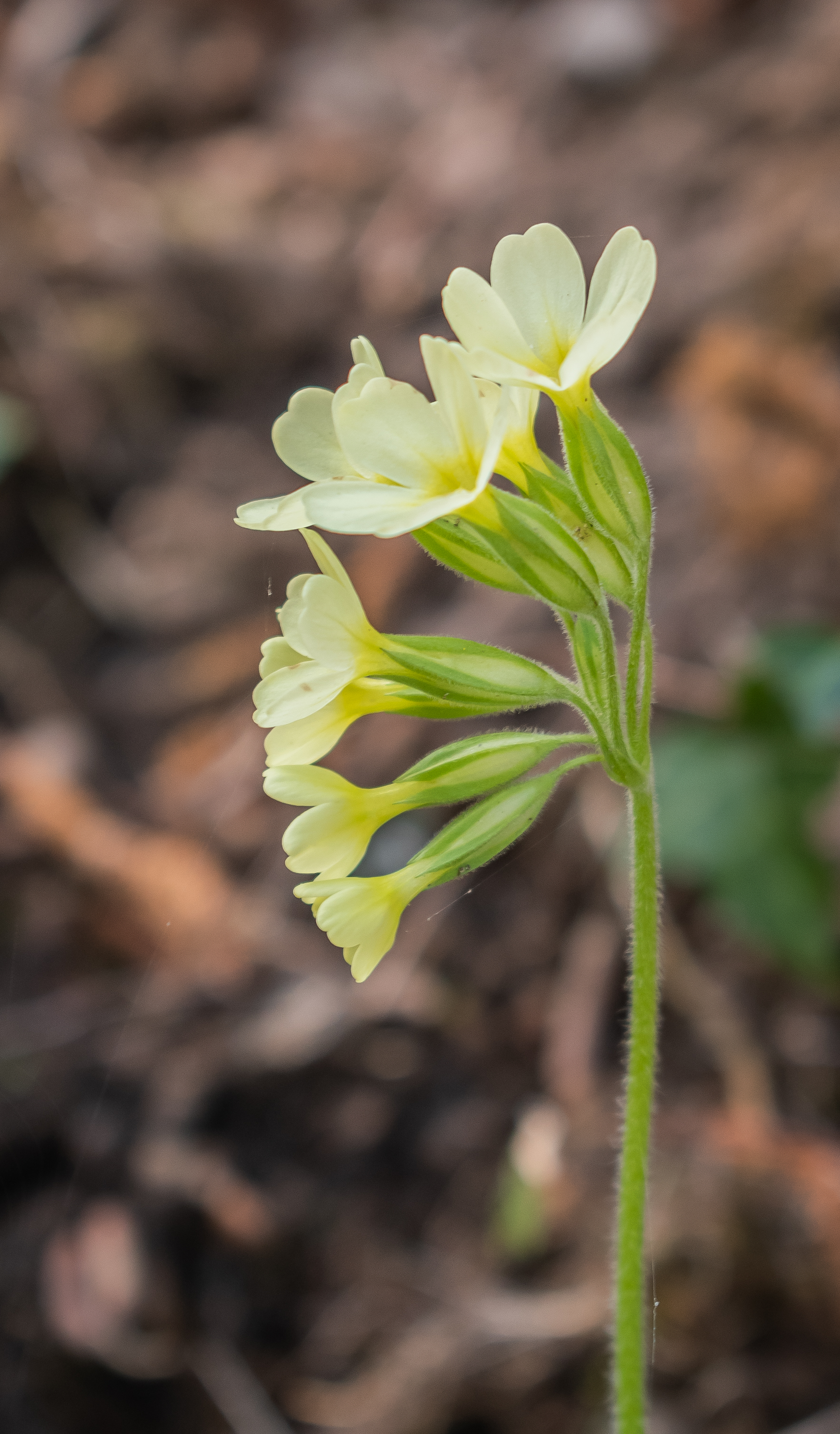
Einseitswendiger Blütenstand

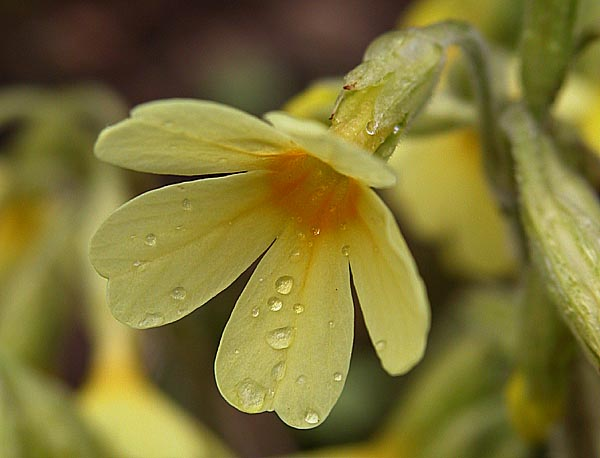
Blüte

### Unterscheidung der beiden ähnlichen Arten
Die Blüten der Hohen Schlüsselblume sind im Vergleich zur Echten Schlüsselblume (Primula veris) größer und heller gefärbt. Im Unterschied zur Echten Schlüsselblume ist bei der Hohen Schlüsselblume der Schlund der Blüten goldgelb. Der Kelch sitzt eng der Kronröhre an. Die Blüten duften nur geringfügig. Zur Unterscheidung der beiden Arten aber tragen vor allem die unterschiedlichen Standortanforderungen bei; die Echte Schlüsselblume ist nur in trockenen Wiesen, Gebüsch und lichten Wäldern zu finden.

### Vegetative Merkmale
Die Hohe Schlüsselblume ist eine sommergrüne, ausdauernde krautige Pflanze, die Wuchshöhen von 10 bis 30 Zentimetern erreicht. Als Überdauerungsorgan wird ein Rhizom gebildet.
Die 3 bis 35 in einer grundständigen Rosette zusammen stehenden Laubblätter sind in Blattstiel und -spreite gegliedert und insgesamt 2 bis 8,5 Zentimeter lang. Die einfache, beiderseits behaarte, runzelige Blattspreite ist bei einer Länge von 20 bis 25 Zentimetern kurz-eiförmig bis lang-elliptisch und geht, immer schmäler werdend, langsam in den geflügelten Blattstiel über. Die Blattoberseite wird später allmählich kahl. Der Blattrand ist unregelmäßig fein gezähnt, gesägt oder fast glatt.

### Generative Merkmale
Die Blütezeit reicht von März bis Mai. Der aufrechte Blütenstandsschaft ist 5 bis 30 Zentimeter lang. Der einseitswendige, doldige Blütenstand enthält viele, während der Anthese oft nickende, Blüten. Die kurz behaarten Blütenstiele sind 3 bis 20 Millimeter lang.
Die zwittrige Blüte ist radiärsymmetrisch und fünfzählig mit doppelter Blütenhülle. Die fünf Kelchblätter weisen eine Länge von meist 9 bis 14 (8 bis 18) Millimetern auf und sind zu einem zylindrischen oder walzenförmig Kelch mit fünf grünen scharfen Kanten verwachsen, der mit fünf lanzettlichen zugespitzten Kelchzähnen endet. Der Blütenkelch liegt der Kronröhre eng an. Die fünf hellgelben Kronblätter sind zu einer stieltellerförmigen Blütenkrone verwachsen. Die Kronröhre ist so lang wie der Kelch oder etwas länger; sie trägt im Schlund einen grünlich-gelben bis orangefarbenen Ring. Der Kronsaum ist bei einem Durchmesser von 14 bis 25 Millimetern flach oder weit trichterförmig. Die fünf Kronzipfel sind verkehrt-herzförmig. Die Staubblätter und die Narbe im inneren überragen die Kronröhre nicht.
Der Fruchtstiel ist steif aufrecht. Die zylindrisch geformten Kapselfrüchte sind meist länger als der Kelch. Die Samen sind etwa 1,5 Millimeter lang, dunkelbraun und stark warzig.

### Chromosomensatz
Die Chromosomengrundzahl beträgt x = 11; es liegt Diploidie mit einer Chromosomenzahl von 2n = 22 vor.

## Ökologie

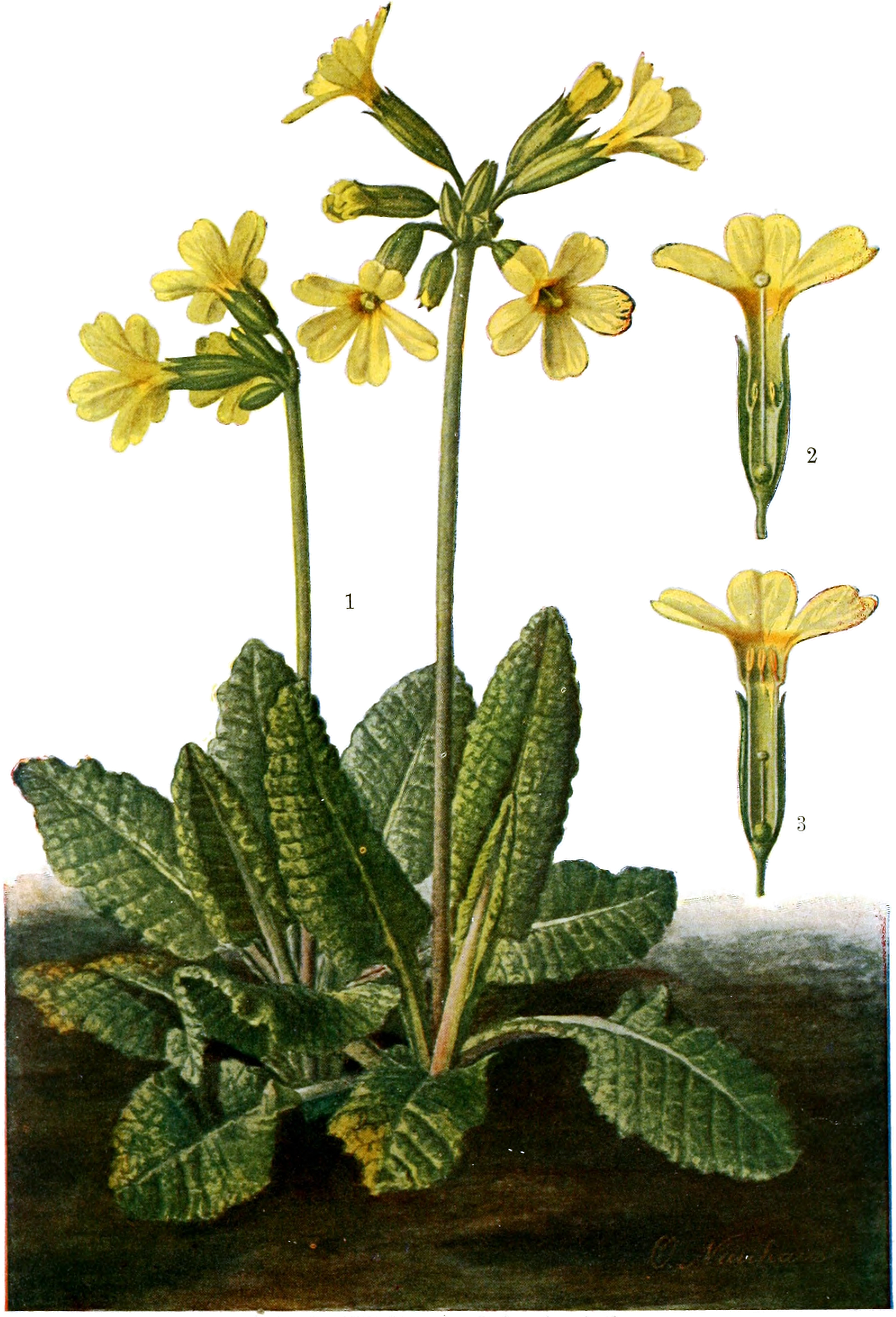
Illustration aus Fitschen, Schmeil: Pflanzen der Heimat, 1913, Tafel 41: 1. blühende Pflanze mit 2. langgriffeliger und 3. kurzgriffeliger Blüte

Bei der Hohen Schlüsselblume handelt es sich um einen hygromorphen Hemikryptophyten, die überdauernden Knospen liegen in der Laubdecke an der Erdoberfläche.
Blütenökologisch sind es Stieltellerblumen. Der Nektar als Belohnung für die Bestäuber befindet sich bei der Hohen Schlüsselblume tief unten in der Kronröhre. Als bestäubende Insekten kommen daher nur langrüsselige Arten wie Hummeln und Tagfalter in Frage. Bei Bienen kann man jedoch manchmal beobachten, dass sie die Kronröhre von außen aufbeißen, um auf diese Weise an den Nektar zu gelangen. Bei der Hohen Schlüsselblume liegt Heterostylie vor; genauer gesagt ist sie distyl, es gibt also zwei Blütentypen: der eine mit langen Griffel sowie kurzen Staubfäden und der eine mit kurzen Griffel sowie langen Staubfäden.
Die Hohe Schlüsselblume zählt zu den sogenannten Austrocknungsstreuern. Die reifen Kapselfrüchte rollen sich bei trockenem Wetter zurück und erlauben so, dass die Samen ausgestreut werden. Bei feuchten Wetter krümmen sich die Kapselzähne wieder nach innen und verschließen so die Kapselfrucht. Diasporen sind die Samen. Die Ausbreitung der Diasporen erfolgt durch den Wind (Anemochorie).
Die Hohe Schlüsselblume dient verschiedenen Schmetterlingen als Futterpflanze, beispielsweise den Raupen des Eulenfalters Dunkelbraune Erdeule (Eugnorisma depuncta; polyphag) und dem Tagfalter Perlbinde (Hamearis lucina; oligophag), auch Schlüsselblumen-Würfelfalter genannt.
Die Hohe Schlüsselblume wird vom Rostpilz Puccinia primulae befallen.
Die Pollen-Ausbreitungseinheit als einzelnes Pollenkorn, also Monade.

## Vorkommen
Die Hohe Schlüsselblume ist in Europa, in Vorderasien und in der Kaukasusregion weitverbreitet. Es gibt Fundortangaben für Deutschland, Österreich, Liechtenstein, die Schweiz, Italien, Monaco, Frankreich, die Kanalinseln, das Vereinigte Königreich, Spanien, Andorra, Belgien, Luxemburg, die Niederlande, Dänemark, das südliche Schweden, Polen, Belarus, Russland, Ungarn, Tschechien, Kroatien, Serbien, Kosovo, die Slowakei, Slowenien, Montenegro, Nordmazedonien, Rumänien, Albanien, Bulgarien, den asiatischen Teil der Türkei, die Ukraine, die Krim, Georgien, Abchasien, Adscharien, Armenien, Aserbaidschan. die russische Republik Altai sowie den nördlichen Iran. In einigen Gebieten ist Primula elatior ein Neophyt. Die Art ist in Deutschland durch die BArtSchV besonders geschützt.
Man findet die Hohe Schlüsselblume häufig in krautreichen Eichen-Hainbuchen-Wäldern, in Auen- und Schluchtwäldern und in Bergwiesen.
Sie gedeiht meist auf feuchten, nährstoff- und basenreichen, lockeren Böden, auch an schattigen Standorten. Sie zeigt Lehmboden an.
In den Allgäuer Alpen steigt die Hohe Schlüsselblume in Bayern am Rauheck bis zu einer Höhenlage von 2300 Metern auf. In Graubünden erreicht sie am Aroser Rothorn sogar eine Höhenlage von 2645 Metern.
Die Zeigerwerte nach Ellenberg sind Schwachsäure- bis Schwachbasezeiger auf stickstoffreichen Standorten. Die Hohe Schlüsselblume ist ein subozeanisches Florenelement. Sie ist eine Charakterart der Ordnung der Edellaub-Mischwälder und verwandter Pflanzengesellschaften (mesophytischen, buchenwaldartigen Laubwälder Europas (Fagetalia sylvaticae)).

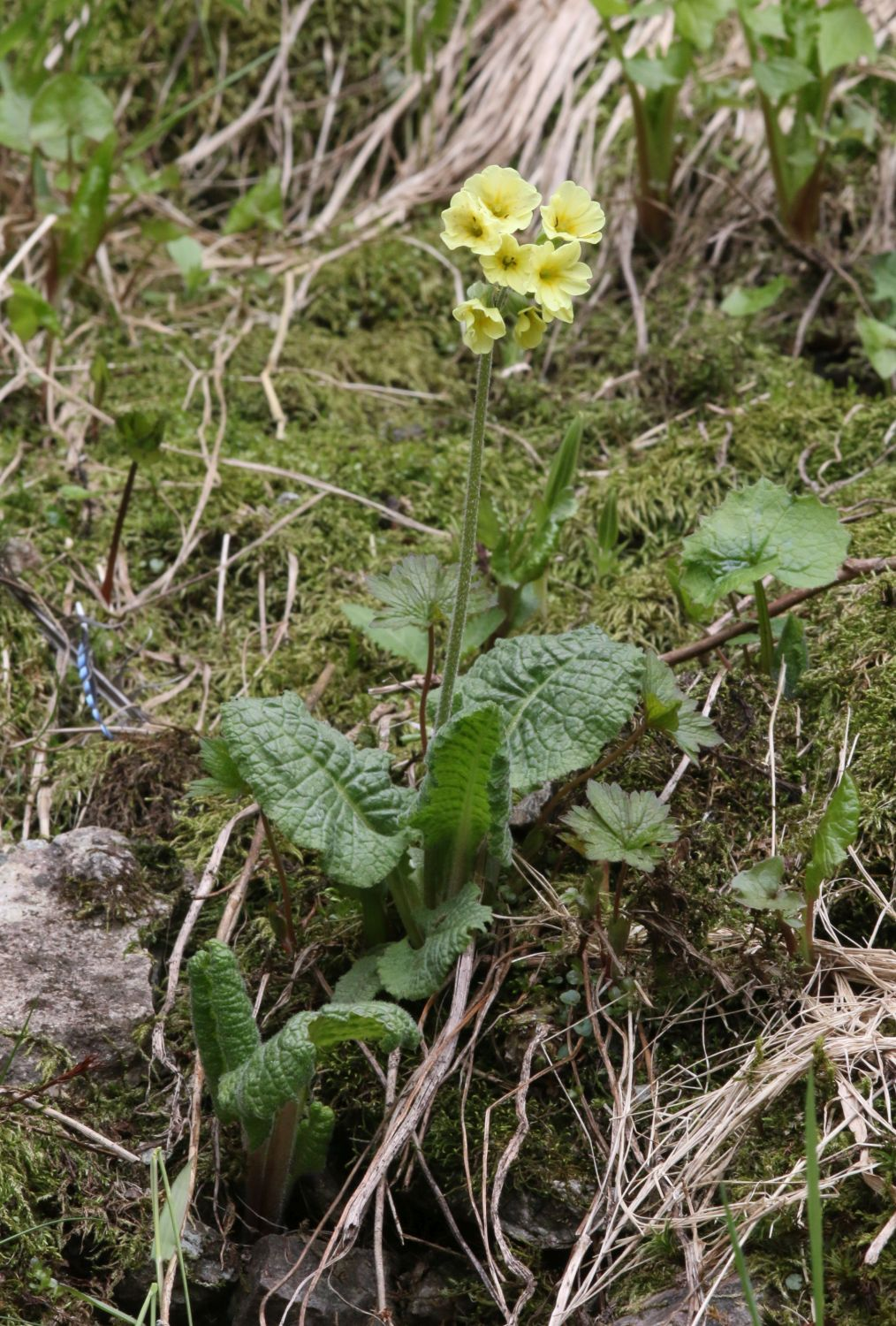
Primula elatior subsp. corcontica

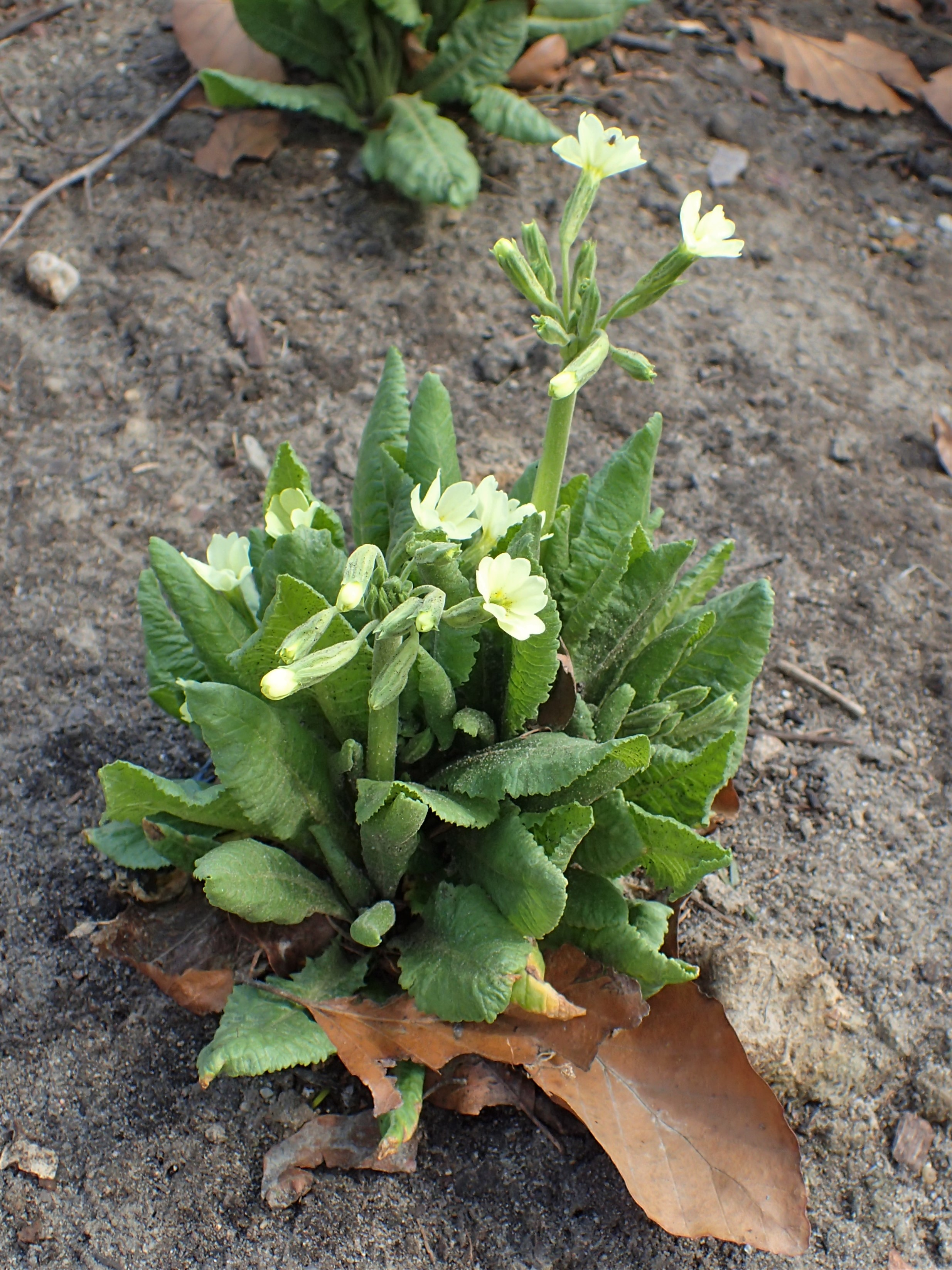
Primula elatior subsp. pallasii

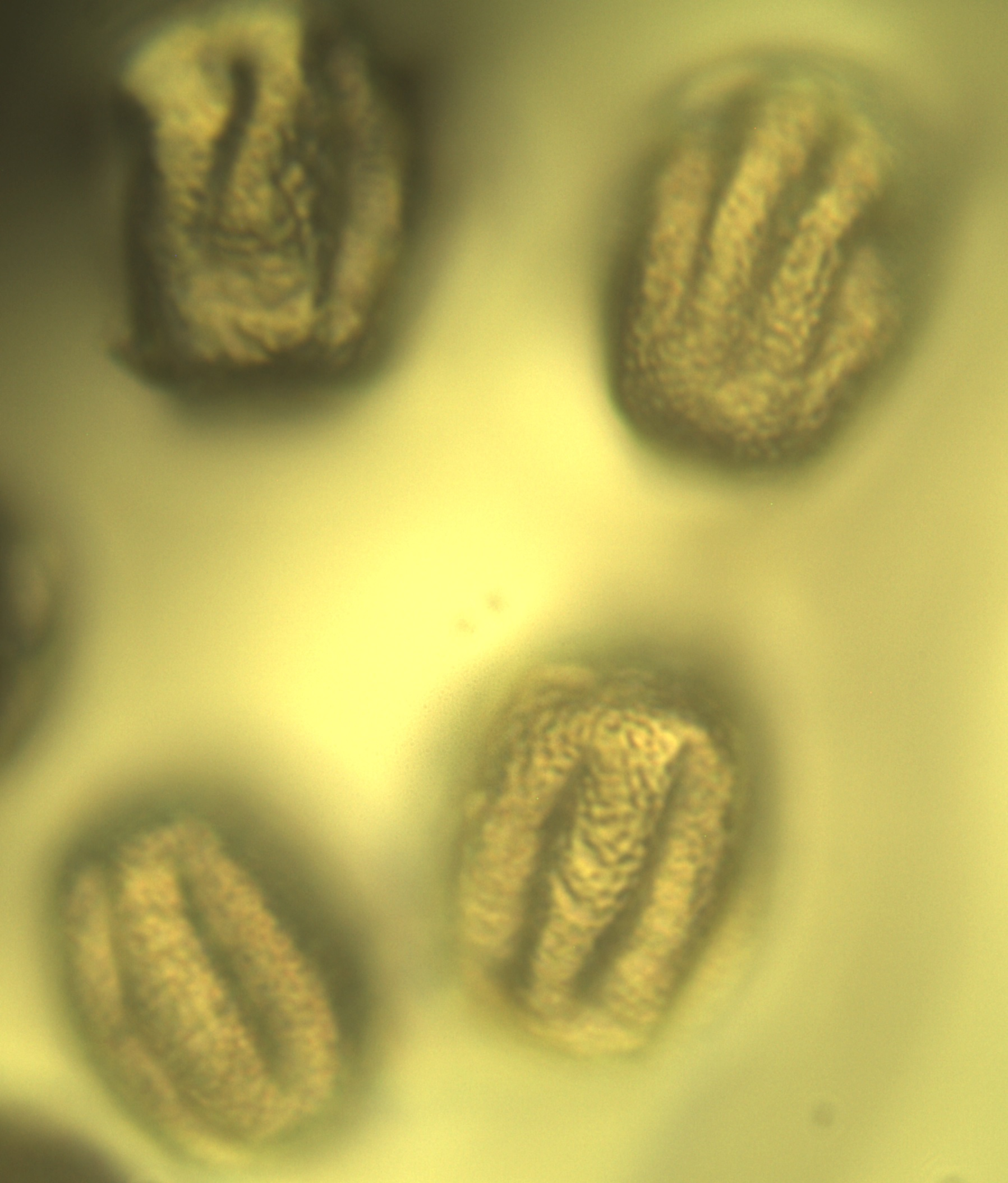
Pollenkörner im Lichtmikroskop

## Systematik
Die Erstveröffentlichung erfolgte 1753 als Varietät Primula veris var. elatior durch Carl von Linné in Species Plantarum, Tomus I, S. 143. Das Artepitheton elatior bedeutet höherwüchsig. Den Rang einer Art Primula elatior (L.) L. hat sie bereits 1754 durch Linné in Flora Anglica, S. 12. erhalten. Die Veröffentlichung des Namens Primula elatior (L.) Hill durch John Hill in The Vegetable System, 8, S. 25 erfolgte erst ein Jahr später 1765. Weitere Synonyme für Primula elatior (L.) L. sind: Primula perreiniana Flüggé, Primula veris subsp. elatior (L.) Ehrh., Primula veris subsp. tatrensis (Domin) Soó, Primula elatior var. tatrensis Domin, Primula elatior subsp. poloninensis (Domin) Dostál, Primula elatior subsp. tatrensis (Domin) Soó
Je nach Autor gibt es einige Unterarten (Auswahl):
- Primula elatior subsp. amoena (M.Bieb.) Greuter & Burdet (Syn.: Primula amoena M.Bieb., Primula kusnetzovii Fed., Primula meyeri Rupr., Primula elatior subsp. meyeri (Rupr.) Valentine & Lamond): Den Rang einer Unterart hat sie seit 1982. Sie kommt im asiatischen Teil der Türkei, in Armenien, Georgien, Abchasien sowie Adscharien vor.[11]
- Primula elatior subsp. corcontica (Domin) Kovanda: Sie wurde 1997 aus Tschechien erstbeschrieben.[11]
- Primula elatior (L.) L. subsp. elatior (Syn.: Primula poloninensis (Domin) Fed., Primula carpathica (Griseb. & Schenk) Fuss, Primula elatior subsp. carpathica (Griseb. & Schenk) W.W.Sm. & Forrest, Primula elatior (L.) Hill subsp. elatior): Sie ist in Europa weitverbreitet, beispielsweise im nördlichen Spanien[3]. Die ökologischen Zeigerwerte nach Landolt et al. 2010 sind in der Schweiz für diese Unterart: Feuchtezahl F = 3+ (feucht), Lichtzahl L = 2 (schattig), Reaktionszahl R = 4 (neutral bis basisch), Temperaturzahl T = 3 (montan), Nährstoffzahl N = 3 (mäßig nährstoffarm bis mäßig nährstoffreich), Kontinentalitätszahl K = 2 (subozeanisch).[17]
- Primula elatior subsp. intricata (Gren. & Godr.) Widmer (Syn.: Primula intricata Gren. & Godr., Primula elatior subsp. intricata (Gren. & Godr.) Lüdi): Sie kommt in Mittel-, Süd-[3] und Südosteuropa vor.[11]
- Primula elatior subsp. leucophylla (Pax) W.W.Sm. & H.R.Fletcher (Syn.: Primula leucophylla Pax): Ihr disjunktes Areal liegt nur in Polen und Rumänien.[11]
- Primula elatior subsp. lofthousei (Hesl.-Harr. f.) W.W.Sm. & H.R.Fletcher (Syn.: Primula lofthousei Hesl.-Harr.): Dieser Endemit gedeiht in Spanien[11] nur in Höhenlagen von 1500 bis 2400 Metern in der Sierra Nevada sowie Sierra de Baza und vielleicht auch in Ávila sowie Salamanca vor.[3]
- Primula elatior subsp. pallasii (Lehm.) W.W.Sm. & Forrest (Syn.: Primula pallasii Lehm.): Sie kommt im südlichen Teil des europäischen Russlands, in Armenien, Georgien, Abchasien sowie Adscharien vor.[11]
- Primula elatior subsp. pseudoelatior (Kusn.) W.W.Sm. & Forrest (Syn.: Primula pseudoelatior Kusn.): Sie kommt nur im asiatischen Teil der Türkei vor.[11]

## Verwendung
Junge Laubblätter werden roh oder gegart beispielsweise in Suppen gegessen. Der Geschmack ist mild und die Laubblätter sind schon im späten Winter verfügbar.
Die medizinischen Wirkungen wurden untersucht.
Aus den Blüten und unterirdischen Pflanzenteilen der Hohen Schlüsselblume wird Tee hergestellt, der schleimlösend und Auswurf fördernd wirkt.
Sorten der Hohen Schlüsselblume werden auch als Zierpflanze genutzt. Die so genannten Elatior-Hybriden Primula ×polyantha sind allerdings trotz ihres Trivialnamens keine Abkömmlinge der Hohen Schlüsselblume (Primula elatior), sondern entstammen der Kreuzung Primula veris × Primula vulgaris, der Echten und der Stängellosen Schlüsselblume (siehe dort).